# Ipomopsis longiflora
Ipomopsis longiflora är en blågullsväxtart som först beskrevs av John Torrey, och fick sitt nu gällande namn av V. Grant. Ipomopsis longiflora ingår i släktet Ipomopsis och familjen blågullsväxter.

## Underarter
Arten delas in i följande underarter:
- I. l. australis
- I. l. longiflora
- I. l. neomexicana

## Bildgalleri

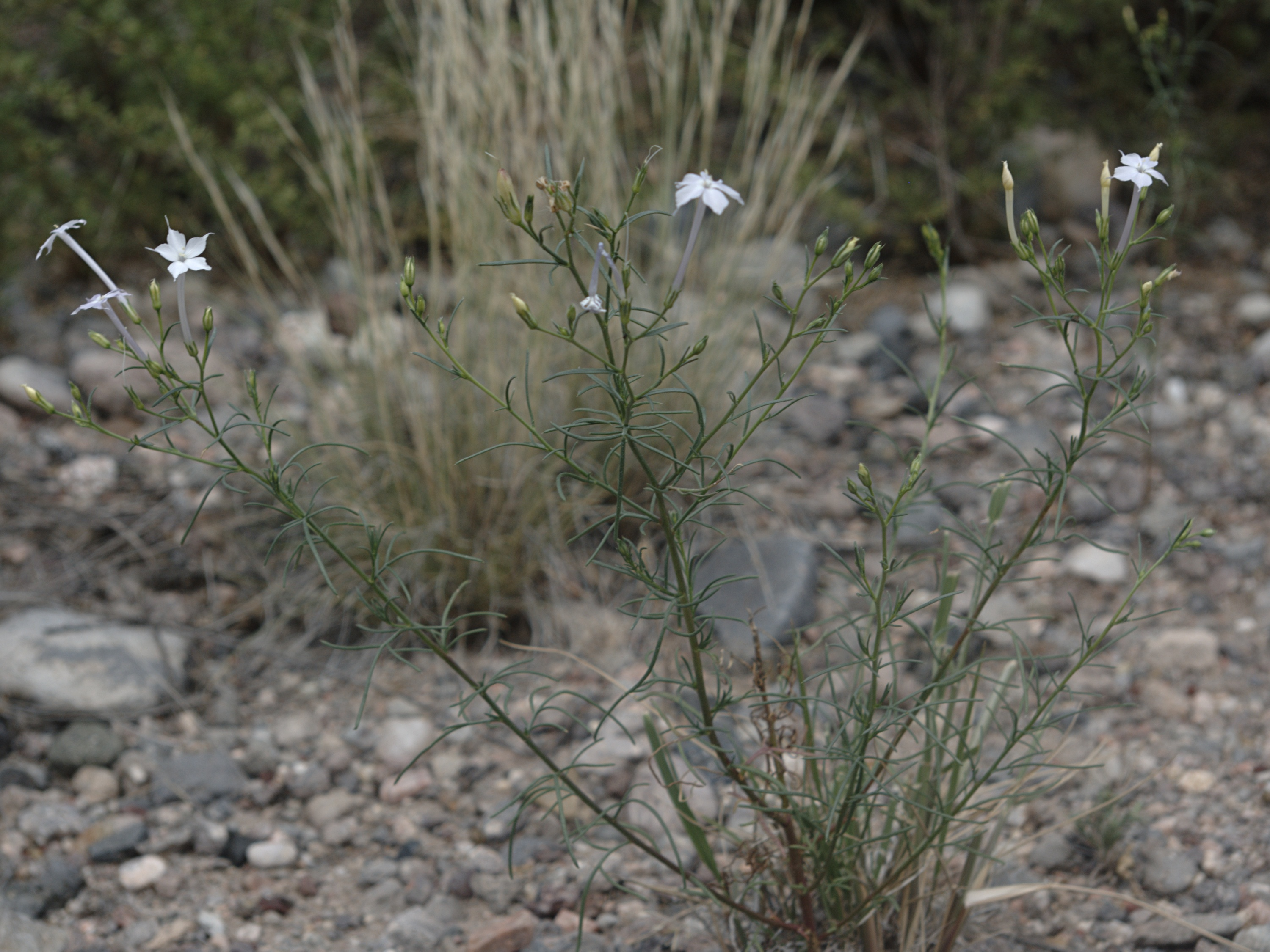
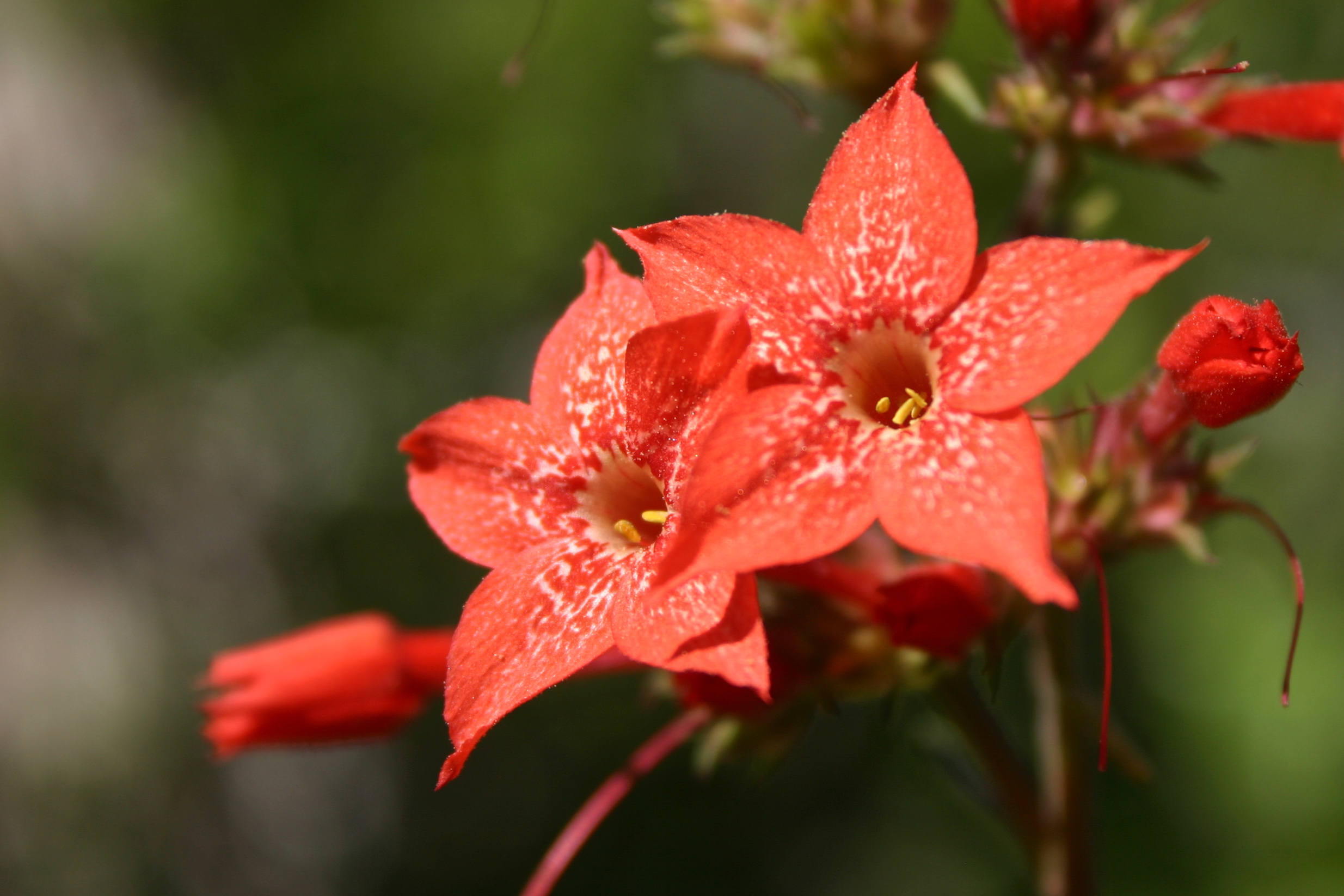
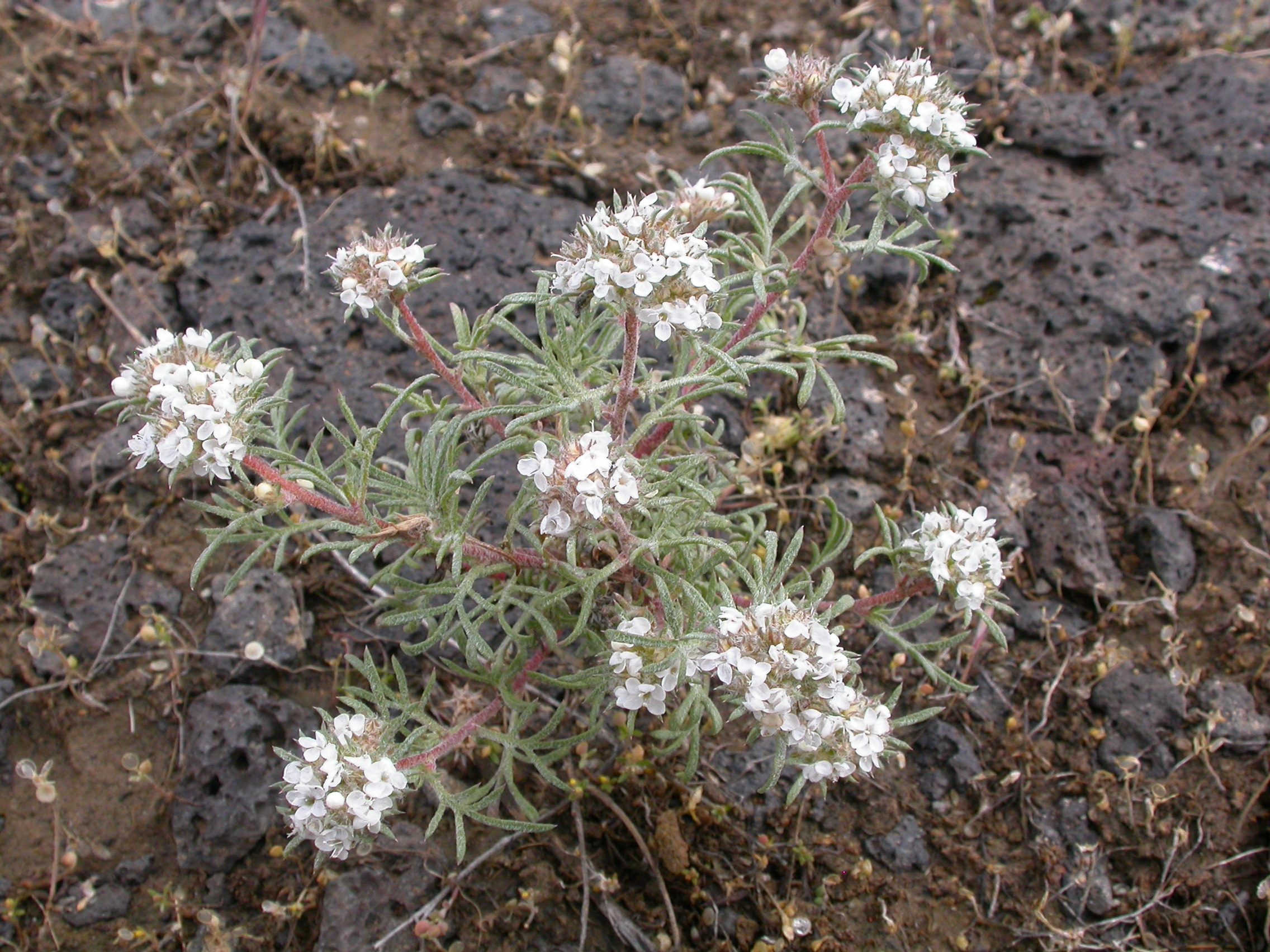
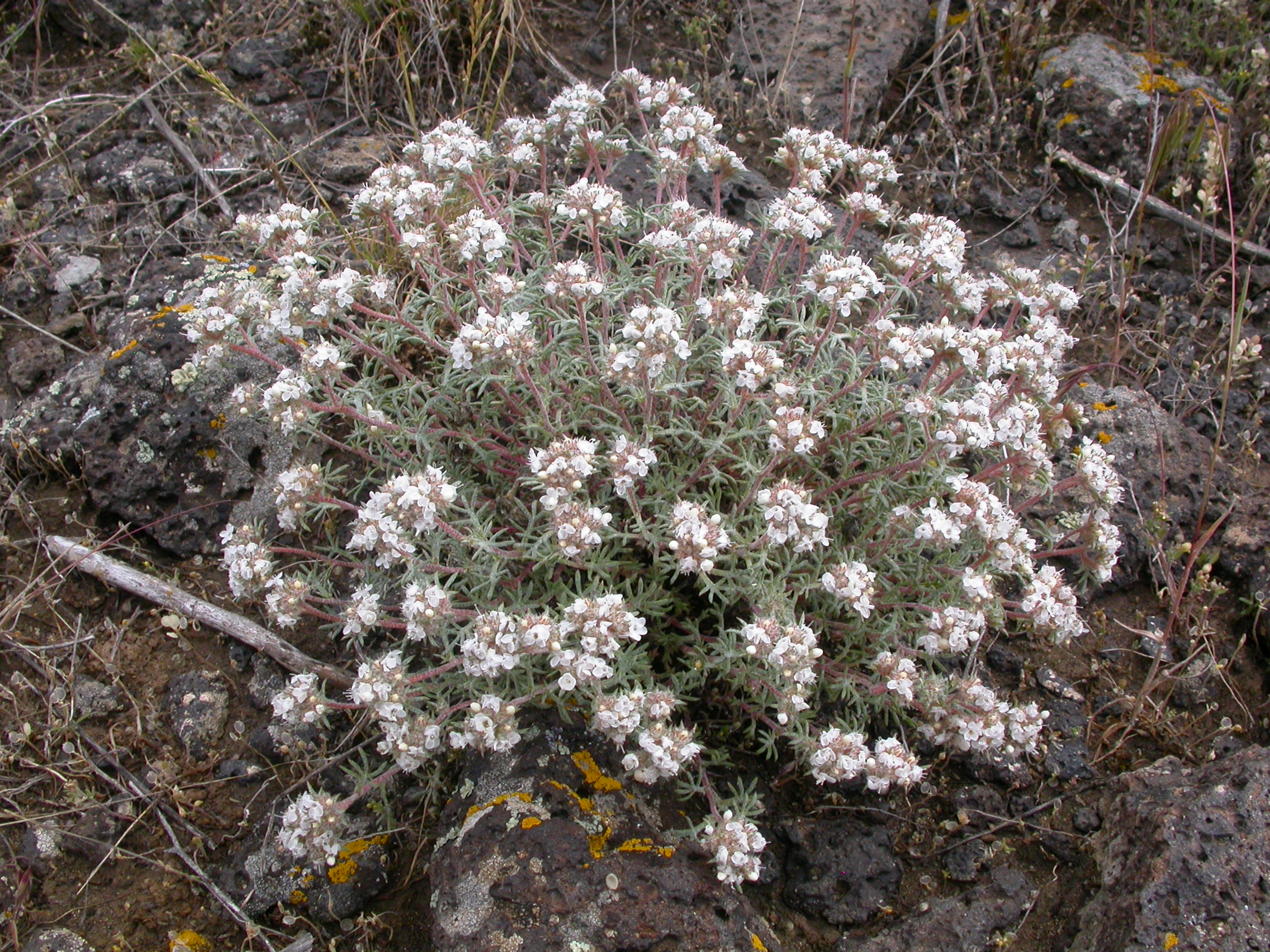